# 弗罗利希
弗罗利希（羅馬化：Frolishchi）是俄罗斯下诺夫哥罗德州的市级镇，属沃洛达尔斯克区，地处下诺夫哥罗德州西部边境，位于伏尔加河流域克利亚济马河一支流卢赫河畔，在区行政中心沃洛达尔斯克西北、州府下诺夫哥罗德西偏北方，靠近下诺夫哥罗德州与伊万诺沃州、弗拉基米尔州交界点。
该地2021年人口有1,360人；2010年人口1,644；2002年人口1,687；1989年人口2,046。